# Небось Ігор Євгенович
Ігор Євгенович Небось (1985—2023) — капітан Служби безпеки України, учасник російсько-української війни, який загинув у ході російського вторгнення в Україну. Герой України (2023, посмертно).

## Життєпис
Народився 21 вересня 1985 року. Мешкав у м. Луцьку.
Під час російського вторгнення в Україну — спеціаліст І категорії Центру спеціальних операцій «Альфа» Служби безпеки України.
У січні 2023 року під час боїв біля Бахмута та Опитного на Донеччині Ігор Небось особисто знищив ворога, який обстрілював позиції з ручного протитанкового гранатомета. Бої тривали дев'ять годин. Загинув 15 січня 2023 року при виконанні бойового завдання біля м. Бахмут Донецької області.

## Нагороди
- Звання Герой України з удостоєнням ордена «Золота Зірка» (посмертно). Нагороду отримала з рук президента України Володимира Зеленського 27 жовтня 2023 у м. Києві мати Ігоря Небося.[1]